# Tiếng Thái Đỏ
Tiếng Thái Đỏ hay Thái Mộc Châu, Thay Đèng là ngôn ngữ của người Thái Đỏ cư trú ở vùng tây bắc Việt Nam và qua biên giới sang phía đông bắc Lào .
Tiếng Thái Đỏ thuộc về ngữ chi Thái trong ngữ hệ Kra-Dai, có quan hệ gần gũi với tiếng Thái Đen và Thái Trắng, cũng như có liên hệ gần với ngôn ngữ nói ở Thái Lan và Lào hiện đại.
Người Thái Đỏ là một phần của cộng đồng sắc tộc chính thức của người Thái ở Việt Nam và của nhóm hỗn hợp Phu Tai ở Lào . Tuy nhiên, người nói tiếng Thái Đỏ ở Việt Nam đang có xu hướng tự nhận mình là người Thái Đen.

## Phân bố
Số lượng người nói tiếng Thái Đỏ ước tính khoảng 80.000 người bản ngữ, với dân số khoảng 100.000 người chủ yếu ở Việt Nam.
Ở Trung Quốc, người dân Thái Đỏ (tiếng Trung: 亮) có khoảng 2.000 người ở Vân Nam. Họ được các dân tộc Hán, Miêu và Dao gọi là Thái Cạn (Hạn Thái, 旱傣).
- Kiều Đầu 桥头镇, Hà Khẩu 河口县 (tại ba thôn Thạch Nhai Cước 石崖脚,[5] Bạch Ni 白尼,[6] và Phương Lạc Thành 方洛成; dân số khoảng 600)
- Cổ Lâm Tinh 古林菁乡, Mã Quan 马关县 (tại hai thôn Phan Chi Hoa 攀枝花[7] và Đổng Tông 董棕[8]); population 500)

## Âm vị học
Tất cả các ngôn ngữ thuộc ngữ chi Thái có âm thanh của chúng được sắp xếp theo âm tiết, mỗi âm tiết có một phụ âm hoặc cụm phụ âm bắt đầu cùng với một nguyên âm đơn hoặc kép và đôi khi kết thúc bằng một phụ âm cuối. Mỗi âm tiết cũng sẽ có một thanh điệu. Giống như các ngôn ngữ trong ngữ chi Thái, Tiếng Thái  Đỏ cũng có các thanh điệu khác nhau đối với các âm tiết mở hoặc khép. Các âm tiết mở là những âm tiết kết thúc bằng nguyên âm, âm mũi hoặc bán nguyên âm trong khi các âm tiết khép là những âm tiết kết thúc bằng p, t, k hoặc âm tắc thanh hầu ʔ. Tiếng Thái Đỏ có năm thanh điệu ở các âm tiết mở:
- 1. Tăng từ giữa lên cao và sau đó chững lại: huu 'tai', taa 'mắt'
- 2. Ngang và cao, hơi thấp hơn điểm cao nhất của thanh đầu tiên: nói 'trứng', faa 'bửa'
- 3. Tăng ít và thanh hầu hoá: hay 'khóc' hoặc 'cánh đồng khô', haa 'năm', naŋ 'ngồi'
- 4. Giữa với rơi nhẹ và giảm dần: naa 'cánh đồng lúa', cim 'nếm'
- 5. Rơi cao, thanh hầu hoá: nɔŋ 'em ruột', haay 'xấu'

Thanh điệu đầu tiên có thể chứa âm thanh hầu hoá, nhưng không bắt buộc. Tiếng Thái Đỏ có hai thanh điệu ở các âm tiết khép:
- 2. Ngang, giữa hoặc cao hơn một chút so với giữa: lap 'để nhắm (mắt)' hoặc 'làm phiền', mat 'con bọ chét' hoặc 'buộc', bɔɔk 'hoa'
- 3. Tăng ít: moot 'một'. Theo Gedney, hạt nhân của các âm tiết thuộc loại này luôn luôn là một nguyên âm đôi hoặc nguyên âm dài.

## Ngữ pháp

### Hình vị
Ngữ hệ Kra-Dai thường có mức độ thay đổi hình vị rất ít, ít biến đổi về trường hợp, giới tính hoặc số lượng, thiếu cách chia động từ và ít thay đổi bằng lời nói hoặc danh nghĩa.Tiếng Thái Đỏ thường sử dụng cấu trúc động từ nối tiếp trong đó hai hoặc nhiều động từ được xâu chuỗi lại với nhau trong một mệnh đề.

### Cú pháp
Tiếng Thái Đỏ cũng như với hầu hết các ngôn ngữ thuộc ngữ chi Thái, sử dụng trật tự từ theo chủ ngữ-động từ và do không có sự thay đổi trong các động từ, các chức năng cú pháp chủ yếu xuất phát từ trật tự từ và giới từ. Các bộ phận nhỏ có tính thích ứng cao và thường có thể được tìm thấy ở cuối câu để nhấn mạnh, đặt câu hỏi, ra lệnh hoặc chỉ ra mức độ quen thuộc hoặc tôn trọng.

## Hệ thống chữ viết
Tiếng Thái Đỏ có chữ viết riêng với kiểu dáng gần tương tự như chữ Thái Đen và chữ Thái Trắng ở miền Tây Bắc Việt Nam. Tuy nhiên, khác biệt lớn nhất nằm ở cách thể hiện một số nguyên âm và vần, vốn không lặp lại ở bất cứ kiểu chữ nào khác.